# Dreifaltigkeitskirche (Hindfeld)

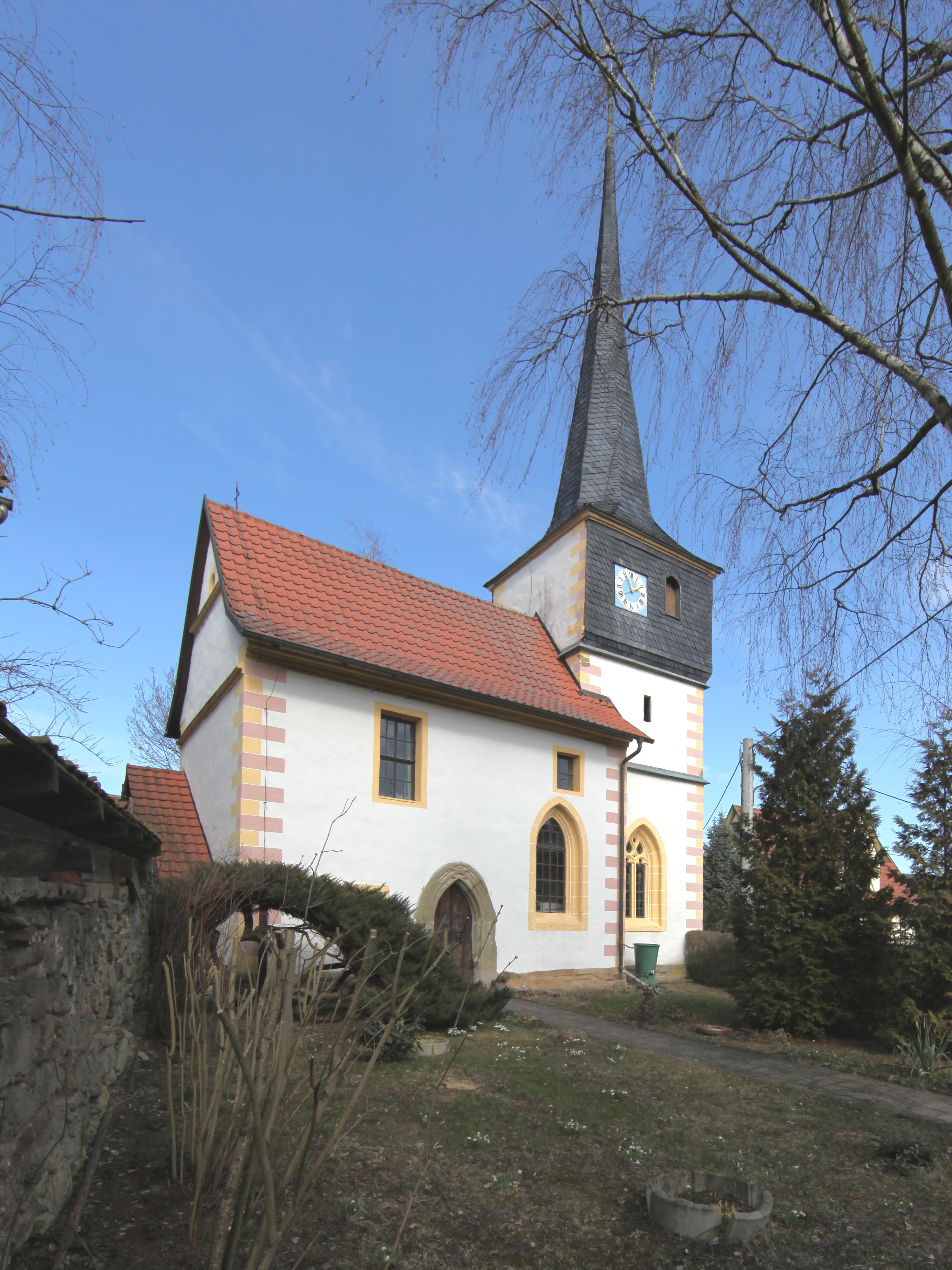
Dreifaltigkeitskirche

Die denkmalgeschützte evangelisch-lutherische Dreifaltigkeitskirche steht oberhalb der Dorfstraße im Ortsteil Hindfeld der Kleinstadt Römhild im Landkreis Hildburghausen in Thüringen.

## Geschichte
Die Dorfkirche wurde im Jahre 1554 gebaut. Ihr spitzer Kirchturm macht sie zu einer markanten Kirche. Der Turm erwies sich wiederholt als sanierungs- und reparaturbedürftig.
Den Kirchenraum belichten seit 1999 farbverglaste Fenster.